# Premijer liga (pallavolo maschile)
La Premijer liga è la massima serie del campionato bosniaco di pallavolo maschile: al torneo partecipano dieci squadre di club bosniache e la squadra vincitrice si fregia del titolo di campione di Bosnia ed Erzegovina.

## Albo d'oro
| Anno             | Podio             | Podio            | Podio            |
| Campione         | Seconda           | Terza            |                  |
| ---------------- | ----------------- | ---------------- | ---------------- |
| 1993-94 Dettagli | Gradina Srebrenik | -                | -                |
| 1994-95 Dettagli | Bihać             | -                | -                |
| 1995-96 Dettagli | Bihać             | -                | -                |
| 1996-97 Dettagli | Sinpos            | -                | -                |
| 1997-98 Dettagli | Sinpos            | -                | -                |
| 1998-99 Dettagli | Jedinstvo Brčko   | -                | -                |
| 1999-00 Dettagli | Kakanj            | -                | -                |
| 2000-01 Dettagli | Kakanj            | -                | -                |
| 2001-02 Dettagli | Napredak Odžak    | -                | -                |
| 2002-03 Dettagli | Kakanj            | -                | -                |
| 2003-04 Dettagli | Kakanj            | -                | -                |
| 2004-05 Dettagli | Kakanj            | -                | -                |
| 2005-06 Dettagli | Kakanj            | -                | -                |
| 2006-07 Dettagli | Napredak Odžak    | -                | -                |
| 2007-08 Dettagli | Kakanj            | Modriča          | Napredak Odžak   |
| 2008-09 Dettagli | Kakanj            | Napredak Odžak   | Bosna Sarajevo   |
| 2009-10 Dettagli | Kakanj            | Napredak Odžak   | Radnik Bijeljina |
| 2010-11 Dettagli | Kakanj            | Jedinstvo Brčko  | Modriča          |
| 2011-12 Dettagli | Kakanj            | Mladost Brčko    | Jedinstvo Brčko  |
| 2012-13 Dettagli | Kakanj            | Jedinstvo Brčko  | Mladost Brčko    |
| 2013-14 Dettagli | Mladost Brčko     | Jedinstvo Brčko  | Modriča          |
| 2014-15 Dettagli | Mladost Brčko     | Gacko            | Kakanj           |
| 2015-16 Dettagli | Mladost Brčko     | -                | -                |
| 2016-17 Dettagli | Mladost Brčko     | Kakanj           | Radnik Bijeljina |
| 2017-18 Dettagli | Mladost Brčko     | Radnik Bijeljina | Kakanj           |
| 2018-19 Dettagli | Mladost Brčko     | Kakanj           | Domaljevac       |
| 2019-20 Dettagli | Non assegnata     | Non assegnata    | Non assegnata    |
| 2020-21 Dettagli | Mladost Brčko     | Domaljevac       | Bosna Sarajevo   |
| 2021-22 Dettagli | Kakanj            | Mladost Brčko    | Borac            |
| 2022-23 Dettagli | Radnik Bijeljina  | Domaljevac       | Kakanj           |
| 2023-24 Dettagli | Radnik Bijeljina  | Napredak Odžak   | Domaljevac       |

## Palmarès
| Squadra           | Titolo | Edizione |
| ----------------- | ------ | --- |
| Kakanj            | 13     | 1999-00, 2000-01, 2002-03, 2003-04, 2004-05, 2005-06, 2007-08, 2008-09, 2009-10, 2010-11, 2011-12, 2012-13, 2021-22 |
| Mladost Brčko     | 7      | 2013-14, 2014-15, 2015-16, 2016-17, 2017-18, 2018-19, 2020-21                                                       |
| Bihać             | 2      | 1994-95, 1995-96 |
| Sinpos            | 2      | 1996-97, 1997-98 |
| Napredak Odžak    | 2      | 2001-02, 2006-07 |
| Radnik Bijeljina  | 2      | 2022-23, 2023-24 |
| Gradina Srebrenik | 1      | 1993-94 |
| Jedinstvo Brčko   | 1      | 1998-99 |